# Upė
Upė je řeka v Litvě, v Žemaitsku, levý přítok řeky Šešuvis. Protéká okresy Raseiniai a Jurbarkas. Pramení v obci Gyliai (okres Raseiniai), na jejímž jižním okraji protéká rybníkem a dále teče na jih až do rybníka Paupio tvenkinys, který je na severním okraji obce Paleipiai. Mezi obcemi Paleipiai a Sujainiai přes řeku vede stará "Žemaitská magistrála" č. 196 Kryžkalnis – Kaunas a po dalším 1,5 km dálnice A1 Klaipėda – Vilnius. Po dalších 2 km protéká největším ze tří rybníků na své pouti jménem Paupio II tvenkinys, od kterého se táhlým obloukem stáčí do směru západního a za kterým je ves Paupys s dřevěným kostelem Sv. rodiny – Ježíše, Marie a Josefa (postaven 1926) s Žemaitským lidovým stylem architektury. Za touto vsí tvoří nevelký úsek hranice mezi kraji Kaunaský a Tauragėským a po dalším 1 km protéká menší stejnojmennou vískou Paupys. Oběma těmto vsím dala řeka jméno. Dále začíná řeka stále hustěji drobně meandrovat a do Šešuvisu se vlévá 61 km od jeho ústí do řeky Jūra jako jeho levý přítok.

## Přítoky
Levé:
- Kerūlė (vlévá se 31,9 km od ústí), Alėja (26,8 km)

## Původ názvu
Název Upė znamená v litevštině Řeka. Existují domněnky, že název české řeky Úpa pochází z litevštiny - právě z tohoto slova. Další výklady tvrdí, že název pochází z baltského nebo keltského slova znamenajícího „řeka“. Další fakt, který by mohl potvrzovat tyto domněnky je, že v minulosti poměrně dávné (i velmi dávné - jejich předci) Litevci často navštěvovali Čechy (přičemž jim v cestě stála i tato řeka), například nemálo jich studovalo na Karlově Univerzitě v Praze hned po jejím založení i o něco později. Toto však zdaleka nebyly první kontakty.